# Клопицы
Кло́пицы (фин. Klopitsa) — деревня в Клопицком сельском поселении Волосовского района Ленинградской области.

## История
Впервые упоминаются в Писцовой книге Водской пятины 1500 года как село Клопицы в Ильинском Заможском погосте в Бегуницах.
Затем как деревня Klopitza by в Заможском погосте в шведских «Писцовых книгах Ижорской земли» 1618—1623 годов.
На карте Ингерманландии А. И. Бергенгейма, составленной по материалам 1676 года, они обозначены как село Klopits и мыза Klopits Hoff.
На шведской «Генеральной карте провинции Ингерманландии» 1704 года — как мыза Klobitza hoff и деревня Klobitza bÿ.
Как деревня Глобицы упоминаются на «Географическом чертеже Ижорской земли» Адриана Шонбека 1705 года.
В начале XVIII века мыза Клопицы была пожалована графу Ивану Алексеевичу Мусину-Пушкину.
До 1718 года в Клопицах была построена деревянная Благовещенская церковь. Сгорела в 1768 году.
На карте Ингерманландии А. Ростовцева 1727 года обозначена как мыза Клопица.
В 1729 году мызу унаследовал сын Платон Иванович Мусин-Пушкин.
В 1740 году он был лишён чинов, знаков отличия, графского достоинства, приговорён к «урезанию» языка и сослан в Соловецкий монастырь. Мыза Клопицы была разделена на две части и пожалована полковнику Христофору Генриху фон Манштейну и доктору Аццарттию.
В 1762 году мыза Клопицы была пожалована Валентину Платоновичу Мусину-Пушкину.
На карте Санкт-Петербургской губернии Я. Ф. Шмидта 1770 года упоминается деревня Клопицы и мыза Клопицкая.
В 1784—1788 годах на средства помещика В. П. Мусина-Пушкина, была построена каменная церковь во имя Святых апостолов Петра и Павла. Рядом с церковью была усадьба графа — каменный дом, пруды, парк. Была в Клопицах и лютеранская кирха.
В 1800 году село Клопицы и деревня Перекульский Куст были переданы коллежскому асессору Карлу Норденовичу Астафьеву.
Согласно 6-й ревизии 1811 года мыза Клопицкая с деревнями принадлежала жене генерал-майора А. К. Силина.
Согласно 8-й ревизии 1833 года мыза Клопицы принадлежала жене статского советника Е. И. Солодовниковой.

КЛОПИЦЫ — село и деревня Перекульской Куст принадлежат статской советнице Солодовниковой, число жителей по ревизии: 210 м. п., 220 ж. п.

При оном селе церковь во имя Святого Петра и Павла. (1838 год)

На карте Ф. Ф. Шуберта 1844 года упомянуто село Клопицы, состоящее из 82 крестьянских дворов.
В пояснительном тексте к этнографической карте Санкт-Петербургской губернии П. И. Кёппена 1849 года записано Klopitz (Globitz) (Село Клопицы) и указано количество его жителей на 1848 год: савакотов — 48 м. п., 39 ж. п., всего 87 человек, русских — 296 человек.
Согласно 9-й ревизии 1850 года мыза Клопицы и деревня Перекульский Куст принадлежали Михаилу Алексеевичу Атрыганьеву.

КЛОПИЦЫ — село господина Атрыгальева, по просёлочной дороге, число дворов — 67, число душ — 185 м. п. (1856 год)

Согласно 10-й ревизии 1856 года мыза Клопицы и деревня Перекульский Куст также принадлежали помещику Михаилу Алексеевичу Антрыганьеву.
Согласно «Топографической карте частей Санкт-Петербургской и Выборгской губерний» 1860 года деревня Клопицы состояла из 77 крестьянских дворов, церкви, риги, хлебозапасного магазина и 4 ветряных мельниц.

КЛОПИЦЫ (ЛОПИЦЫ) — деревня и мыза владельческие при колодцах и пруде, по правую сторону Самрянской дороги в 53 верстах от Петергофа, число дворов — 74, число жителей: 187 м. п., 201 ж. п.; Церковь православная (домовая). (1862 год)

В 1871 году временнообязанные крестьяне деревни выкупили свои земельные наделы у М. А. Атрыганова и стали собственниками земли.
В 1874 году мызу Клопицы площадью 1948 десятин за 45 000 рублей приобрёл потомственный почётный гражданин Пётр Платонович Синебрюхов. В том же году стараниями священника Лебедева в Клопицах была открыта школа.

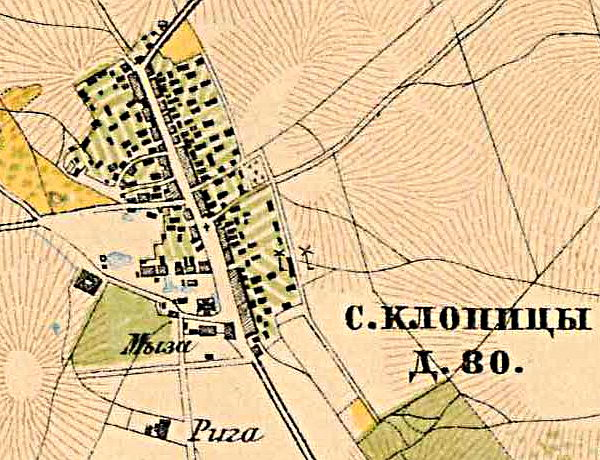
План села Клопицы. 1885 год

Согласно «Карте окрестностей Санкт-Петербурга» в 1885 году село Клопицы состояло из 80 крестьянских дворов, в селе располагались: мыза, церковь, рига и две ветряные мельницы.
Сборник Центрального статистического комитета описывал его так:

КЛОПИЦЫ — село бывшее владельческое, дворов — 80, жителей — 395; Церковь православная, школа, лавка. (1885 год)

В 1891—1893 годах по проекту архитектора К. К. Циглера в Клопицах была построена каменная церковь Пресвятой Троицы с приделами апостола Петра и преподобной Пелагии. Не действовала с 1935 года, была закрыта в 1940 году.
Согласно данным первой переписи населения Российской империи:

КЛОПИЦЫ — деревня, православных — 405, протестантов — 87, мужчин — 207, женщин — 285, обоего пола — 495. (1897 год)

В конце XIX века деревня административно относилась к Губаницкой волости 1-го стана Петергофского уезда Санкт-Петербургской губернии, в начале XX века — 2-го стана. Население деревни было смешанным — финско-русским.
По данным «Памятной книжки Санкт-Петербургской губернии» за 1905 год мыза Клопицы площадью 1947 десятин, также принадлежала Петру Платоновичу Синебрюхову.
К 1913 году количество дворов в деревне увеличилось до 91, в ней было две церкви и три ветряные мельницы.
С 1917 по 1923 год деревня Клопицы входила в состав Клопицкого сельсовета Губаницкой волости Петергофского уезда.
В 1922 году церковь во имя Святых апостолов Петра и Павла была закрыта.
С 1923 года деревня Клопицы в составе Троцкого уезда.
Согласно данным переписи населения СССР 1926 года в селе Клопицы проживал 431 человек, большинство русские, а также финны, эстонцы и поляки.
С февраля 1927 года в составе Венгиссаровской волости. С августа 1927 года в составе Волосовского района.
Согласно данным Клопицкого сельсовета в 1928 году он объединял 7 земельных обществ, 298 дворов и 1339 человек. Население сельсовета было смешанное: русские, финны, эстонцы (331 человек) из них 648 мужчин и 691 женщина. С ноября 1928 года в составе Губаницкого сельсовета.
В 1929 году жители Клопиц создали сельскохозяйственную коммуну «Ленинский путь».
По данным 1933 года деревня Клопицы входила в состав Губаницкого сельсовета Волосовского района.
В 1935 году коммуна «Ленинский путь» была преобразована в одноимённый колхоз. Его председателем был избран Фёдор Анисимович Иванов, занимавший эту должность до 1970 года.

План деревни Клопицы. 1938 год

Согласно топографической карте 1938 года деревня насчитывала 107 дворов, в центре деревни находилась часовня.
В 1940 году была закрыта церковь Пресвятой Троицы, она была разрушена в годы Великой Отечественной войны. В 1940 году население деревни Клопицы составляло 676 человек.
В годы Великой Отечественной войны близ Клопиц находился военный аэродром. Деревня была освобождена от немецко-фашистских оккупантов 27 января 1944 года.
С 1950 года в составе Артюшинского сельсовета.
С 1954 года вновь в составе Губаницкого сельсовета.
В 1959 году колхоз «Ленинский путь» был объединён с колхозом «Свобода» (Малое Сельцо).
С 1963 года в составе Кингисеппского района.
С 1965 года вновь в составе Волосовского района. В 1965 году население деревни Клопицы составляло 248 человек.
По данным 1966 и 1973 годов деревня Клопицы также находилась в составе Губаницкого сельсовета.
В 1977 году колхоз «Ленинский путь» был реорганизован в совхоз.
По данным 1990 года деревня Клопицы являлась административным центром Клопицкого сельсовета в который входили 11 населённых пунктов общей численностью 1908 человек. В самой деревне проживали 1124 человека.
В 1997 году в деревне Клопицы проживали 1170 человек, в 2002 году — 1141 человек (русские — 92 %), в 2007 году — 1143.

## География
Деревня расположена в северо-восточной части района на автодороге 41А-003 (Кемполово — Выра — Шапки) в месте пересечения его автодорогой 41К-044 (Каськово — Ольхово).
Расстояние до районного центра — 12 км.
Расстояние до ближайшей железнодорожной станции Волосово — 15 км.

## Демография
| 1862 | 1897 | 2002  | 2007  | 2010  | 2017  |
| ---- | ---- | ----- | ----- | ----- | ----- |
| 388  | ↗492 | ↗1141 | ↗1143 | ↗1147 | ↗1229 |

### Национальный состав
Согласно данным Всероссийской переписи населения 2021 года в деревне проживали 1116 человек, из них:
 русские — 1065, армяне — 7, таджики — 6, узбеки — 5, белорусы — 3, молдаване — 3, азербайджанцы — 2, грузины — 2, киргизы — 4, украинцы — 1, финны — 1, эстонцы — 1, другие национальности — 4 человека, остальные национальность не указали.

## Достопримечательности

Руины каменной церкви Святых апостолов Петра и Павла. 2001 год
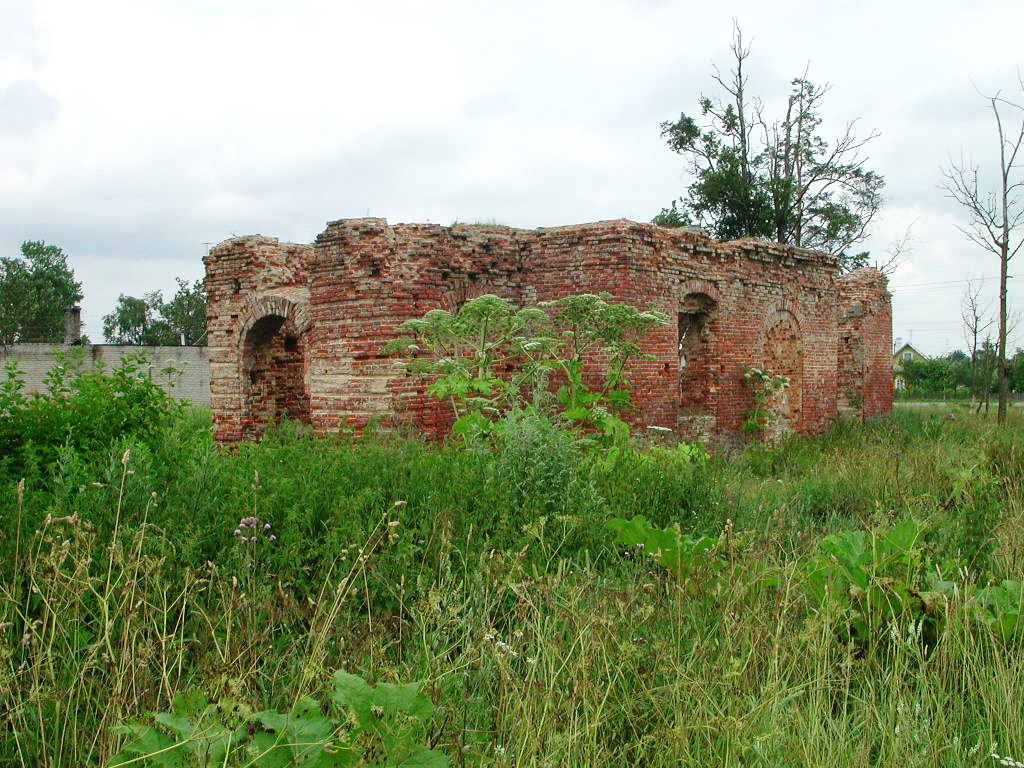
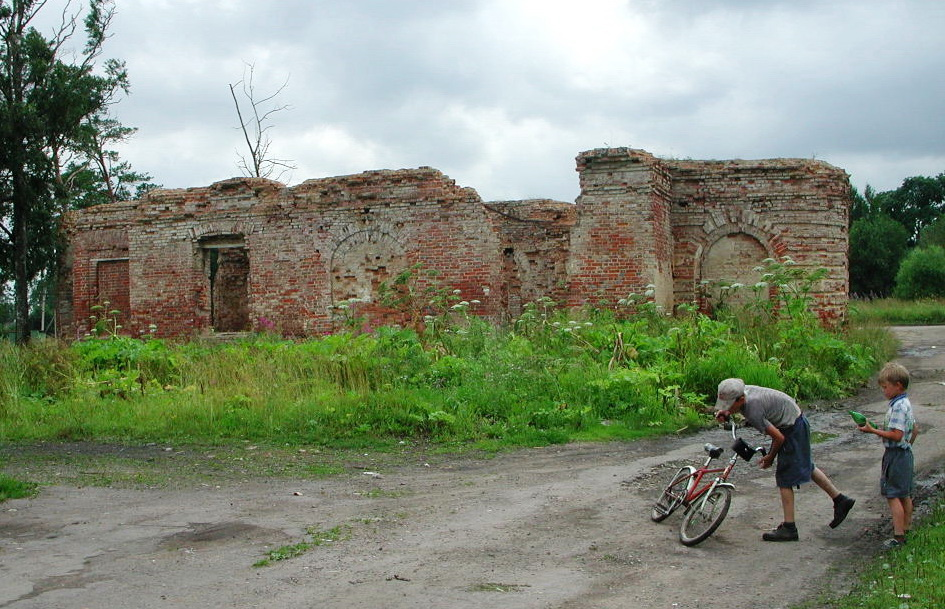
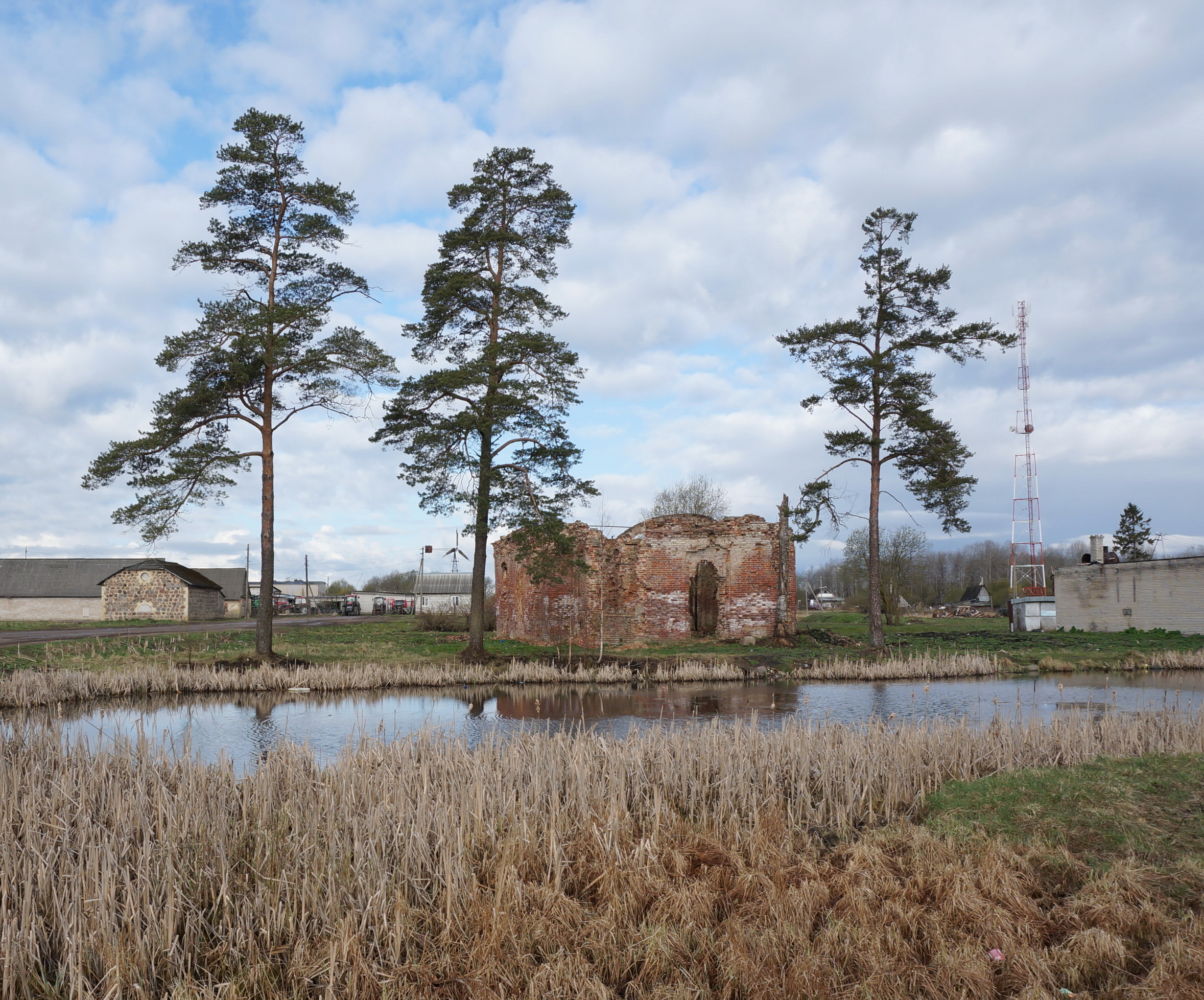

## Известные жители
- Иванов, Фёдор Анисимович (01.11.1905—25.06.1981) — Герой Социалистического Труда, депутат Верховного Совета СССР[45]